# Tempel van Janus (Autun)

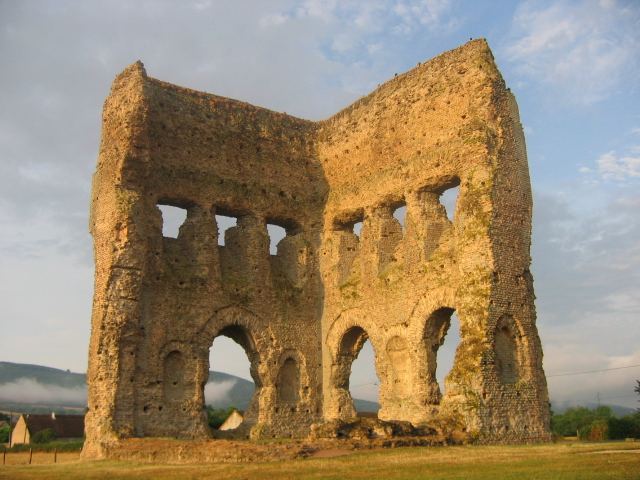
Tempel van Janus (binnenzijde)

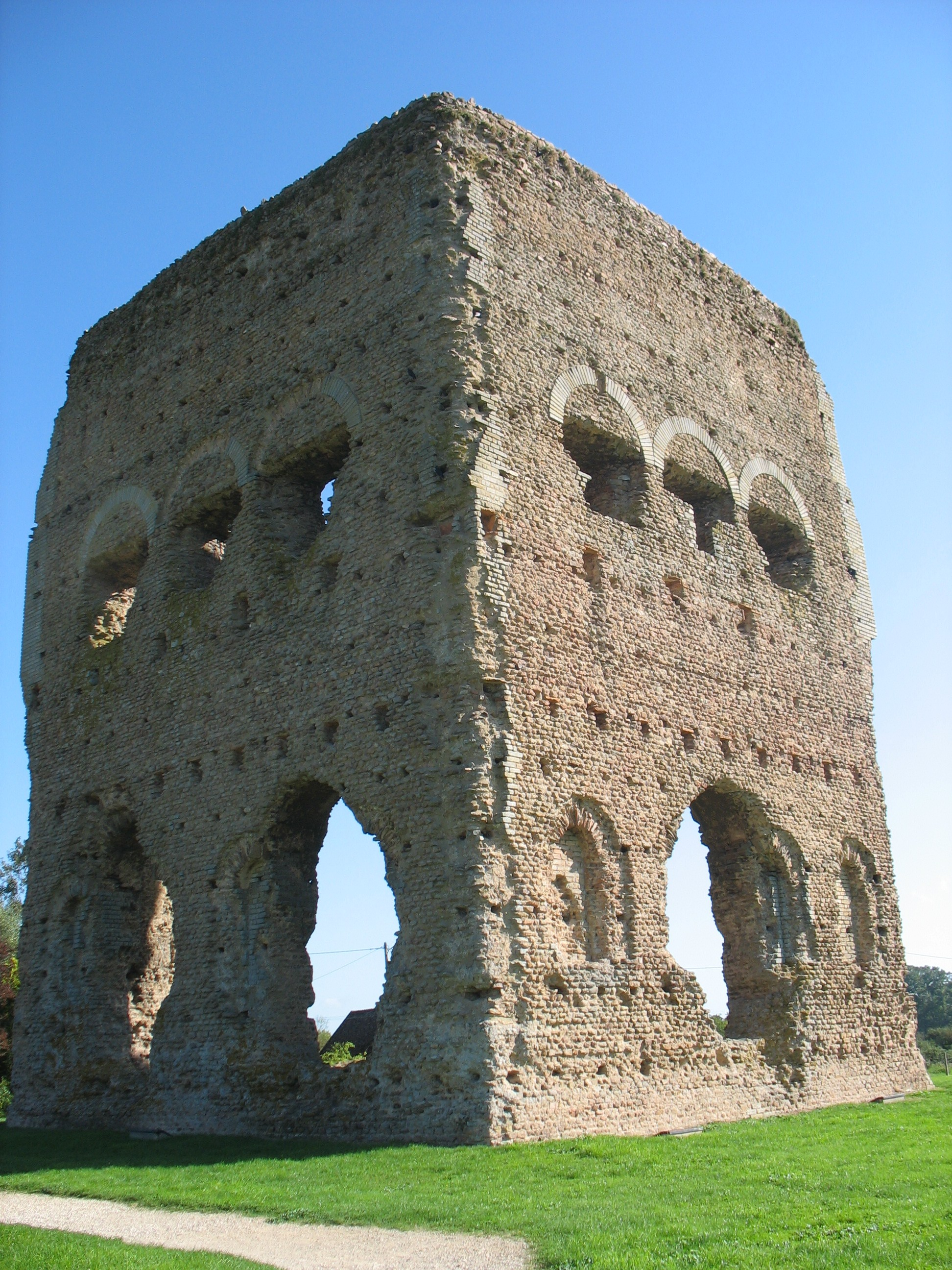
Tempel van Janus (buitenzijde)

De Tempel van Janus is de ruïne van een Gallo-Romeinse fanum in de Franse gemeente Autun. De tempel stond in een groter complex dat zich buiten de stadsmuren van Augustodunum bevond. Het is niet geweten aan welke godheid de tempel was gewijd: de toevoeging Janus is van latere datum.

## Situering
De tempel maakte onderdeel uit van een groter complex dat al in de Bronstijd bewoond was. Het complex bevond zich bij de samenvloeiing van de Ternin en de Arroux op enkele honderden meters van de Gallo-Romeinse stad Augustodunum, de hoofdstad van de Aedui. Het complex had een oppervlakte van 8 ha en was afgelijnd met onderbroken grachten en palissades. Op luchtfoto's zijn talrijke structuren zichtbaar, maar de enige structuur die nog boven het maaiveld staat, is de zogenaamde Tempel van Janus. Verder was er een groot theater met een diameter van 134 m ten noordwesten van de tempel. Dit is een ander theater dan het Romeins theater dat bewaard is binnen de vroegere stadsmuur van Augustodunum.
De archeologische site bevindt zich nabij de Arroux, aan de overkant van het historisch centrum van de stad. De onmiddellijke omgeving van de tempelruïne is onbebouwd.
Het complex had waarschijnlijk een cultusfunctie, vergelijkbaar met het complex van Altbachtal bij Trier.

## Naam
De tempelruïne kreeg de naam Tempel van Janus, maar dit is een oneigenlijke afleiding van de Franse naam van de stadswijk van Autun: La Genetoye. Die naam is zelf afgeleid van het Franse woord voor "brem" (genêt).

## Beschrijving
De tempel was een Gallo-Romeinse fanum uit de 1e eeuw. Twee zijden van de tempel, die bestaan uit gemetselde zandsteen, staan nog overeind. De ruïne heeft een hoogte van 24 m en beide zijden zijn ongeveer 16 m breed.
De tempel werd beschermd als historisch monument in 1840.